# Saritslövs församling
Saritslövs församling var en församling i Lunds stift i nuvarande Skurups kommun. Församlingen uppgick 17 februari 1543 i Skurups församling.

## Administrativ historik
Församlingen hade medeltida ursprung. 1542 utbröts Svenstorps församling. Församlingen uppgick 17 februari 1543 i Skurups församling.